# Klementynowo (Białoruś)
Klementynowo (biał. Клімянцінава, Klimiancinawa; ros. Климентиново, Klimientinowo) – wieś na Białorusi, w obwodzie brzeskim, w rejonie janowskim, w sielsowiecie Horbacha.

## Historia
Dawniej dwie wsie: Klementynowo (albo Klementynowo Stare) oraz Klementynowo Nowe.
W dwudziestoleciu międzywojennym leżały one w Polsce, w województwie poleskim, w powiecie drohickim, w gminie Osowce. W 1921 Klementynowo (Stare) liczyło 130 mieszkańców, zamieszkałych w 33 budynkach. Wszyscy oni byli Białorusinami wyznania prawosławnego. Klementynowo Nowe liczyło 124 mieszkańców, zamieszkałych w 26 budynkach, w tym 120 Białorusinów i 4 Polaków. Wszyscy oni byli wyznania prawosławnego.
Po II wojnie światowej w granicach Związku Sowieckiego. Od 1991 w niepodległej Białorusi.